# Soslan
Soslan (ossetisch/russisch Сослан) ist ein männlicher Vorname, der insbesondere im Kaukasus und speziell in Ossetien verbreitet ist. Soslan ist auch der ossetische Name eines Charakters in den Nartensagen.

## Bekannte Namensträger
- Soslan Andijew (1952–2018), russischer Ringer
- Soslan Boradsow (* 1980), russischer Sumoringer ossetischer Herkunft
- Soslan Dschanajew (* 1987), russischer Fußballspieler
- Soslan Frajew (* 1970), russischer Ringer
- Soslan Kzojew (* 1982), russischer Ringer
- Soslan Ramonow (* 1991), russischer Ringer
- Soslan Tigijew (* 1983), usbekischer Ringer